# OMEGA Navigation System

OMEGA è stato il primo sistema globale di radionavigazione per aeromobili navi e sottomarini, gestito dagli Stati Uniti, in collaborazione con altre sei nazioni partner.

## Storia
Il sistema di radionavigazione Omega fu inizialmente sviluppato dalla marina militare statunitense per l'aviazione militare. Il suo sviluppo fu approvato nel 1968 con solo otto trasmettitori e la capacità di raggiungere 6 km di precisione nel fissare una posizione. Ogni stazione trasmetteva un segnale a bassissima frequenza (VLF), che consisteva in una serie di quattro toni unici per la stazione, ripetuti ogni dieci secondi e grazie questo e ai principi di radionavigazione, potrebbe essere calcolato una correzione accurata della posizione del ricevitore. Il sistema impiega le tecniche di radionavigazione iperbolica, operando nello spettro VLF tra i 10 ei 14 kHz. Verso fine del suo utilizzo, si è evoluto in un sistema utilizzato principalmente da parte della comunità civile. Alla ricezione di segnali provenienti da tre stazioni, un ricevitore Omega potrebbe individuare la posizione di un oggetto entro 7,4 km (4 miglia nautiche), utilizzando il principio della comparazione di fase di segnali.
Le stazioni Omega utilizzavano antenne molto grosse per trasmettere i loro segnali a basse frequenze, posizionate a terra o su torri isolate con tiranti, con antenne ad ombrello, o a filo. Alcune antenne sono state le costruzioni più alte del continente in cui si trovavano o sono ancora in piedi. Quando sei della catena di otto stazioni divennero operative nel 1971, giorno per giorno le operazioni sono state gestite dalla United States Coast Guard in collaborazione con l'Argentina, la Norvegia, la Liberia, e la Francia. Le stazioni in Giappone e Australia divennero operative diversi anni più tardi. Il personale della guardia costiera americana operava in due stazioni degli Stati Uniti: una a LaMoure, in Dakota del Nord e l'altra a Kaneohe, nelle Hawaii, sull'isola di Oahu.
Grazie al successo del GPS l'uso del sistema Omega è diminuito nel corso del 1990, fino al punto in cui il costo del suo funzionamento non poteva più essere giustificato. Il sistema è stato definitivamente chiuso il 30 settembre 1997 e tutte le stazioni hanno da quel momento smesso di funzionare.

## Stazioni Omega
Le stazioni Omega erano 9:

### Trasmettitore Omega Bratland
Il trasmettitore Omega di Bratland (stazione A, 66°25′12.68″N 13°08′13.07″E) situato vicino all'isola di Aldra fu l'unico trasmettitore europeo. L'antenna utilizzata era un'antenna molto insolita , che consisteva in diversi fili, posto in un fiordo tra due blocchi di ancoraggio in calcestruzzo a 3.500 metri l'uno dall'altro. Uno di questi blocchi si trovava sulla terraferma di Norvegia e l'altro sull'isola Aldra. L'antenna è stata smantellata nel 2002.

### Trasmettitore Omega Trinidad
Il trasmettitore Omega di Trinidad (stazione B fino al 1976, sostituito poi dalla stazione di Paynesville, Liberia) situato a Trinidad, 10°41′57.77″N 61°38′19.35″W, utilizzava una antenna a filo posizionata sopra una valle e i suoi edifici sono ancora presenti.

### Trasmettitore Omega Paynesville
Il trasmettitore Omega di Paynesville (stazione B, 6°18′19.83″N 10°39′43.94″W), fu inaugurato nel 1976 ed utilizzava un'antenna ad ombrello, montata su di un traliccio di 417 metri, ancorato al terreno con dei tiranti d'acciaio, che è stata la struttura più alta mai costruita in Africa. La stazione è stata girata al governo della Liberia, dopo la cessazione del sistema di navigazione Omega il 30 settembre 1997. A partire dal aprile 2009, la torre Omega vicino Paynesville è ancora in piedi, anche se non viene utilizzato e l'accesso alla torre non è limitato, rendendo possibile la sua scalata.

### Trasmettitore Omega Kaneohe
Il trasmettitore Omega di Kaneohe (stazione C, 21°24′16.92″N 157°49′50.96″W), era una delle due stazioni controllate dalla guardia costiera americana. Fu inaugurata nel 1943 come trasmettitore VLF per le comunicazioni con i sottomarini ed utilizzava un'antenna a filo, posta sopra la Haiku Stairs Valley. Alla fine degli anni Sessanta è stato trasformato in un trasmettitore per il sistema Omega.

### Trasmettitore Omega La Moure
Il trasmettitore Omega situato vicino a La Moure in Nord Dakota (stazione D, 46°21′57.4″N 98°20′08.22″W), è la seconda stazione gestita dalla guardia costiera americana. Come antenna utilizzava un traliccio di 365.25 metri isolato da terra. Dalla cessazione del sistema Omega è utilizzato per le trasmissioni in VLF verso i sottomarini.

### Trasmettitore Omega Chabrier
Il trasmettitore Omega a Chabrier, vicino a Reunion (stazione E, 20°58′26.9″S 55°17′23.62″E), utilizzava un'antenna ad ombrello posta su di un traliccio di 428 metri. Il traliccio fu demolito il 14 aprile 1999 con dell'esplosivo.

### Trasmettitore Omega Trelew
Il trasmettitore Omega di Trelew situato nel Golfo Nuevo, 40 km fuori Trelew (stazione F, 43°03′12.79″S 65°11′26.81″W), utilizzava come antenna un traliccio di 366 metri ancorato con tiranti d'acciaio, isolato da terra e fu la più grande costruzione realizzata in sud America. Fu demolito con dell'esplosivo il 23 giugno 1998.

### Trasmettitore Omega Woodside
Il trasmettitore Omega di Woodside, nello stato Victoria in Australia (stazione G, 38°28′52.42″S 146°56′07.06″E), utilizzava un'antenna ad ombrello, posta su di un traliccio di 432 metri, isolato da terra, Questo traliccio è la costruzione più alta del sud del mondo. La costruzione di questa stazione è stata originariamente prevista in Nuova Zelanda, ma dopo le proteste dei manifestanti anti-guerra, è stata costruita in Australia. Dopo la cessazione del sistema Omega è stato utilizzato fino al 2004 come trasmettitore per le trasmissioni verso i sottomarini a 13 kHz con il nominativo VL3DEF. Fino al dicembre 2008, era stata poi utilizzata per la trasmissione di un segnale modulato in MSK a 100 baud alla frequenza di 18,6 kHz. Tuttavia, la stazione è stata poi chiusa e le trasmissioni sono ormai cessate.

### Trasmettitore Omega Tsushima
Il trasmettitore Omega di Shushi-Wan (stazione H, 34°36′53.06″N 129°27′13.12″E) situato sull'isola di Tsushima, utilizzava come antenna un traliccio tubolare d'acciaio di 389 metri, isolato da terra. Il traliccio fu costruito nel 1973 ed era la costruzione più alta del Giappone e fu smantellata nel 1998 utilizzando una gru. Sul sito dove sorgeva è stato costruito un monumento di circa 8 metri, che rappresenta la base del traliccio (senza isolamento).